# Чорна котяча акула макасарська
Чорна котяча акула макасарська (Apristurus sibogae) — акула з роду Чорна котяча акула родини Котячі акули. Інша назва «бліда чорна котяча акула».

## Опис
Відомий лише голотип завдовжки 21 см. Це нестатевозріла самиця. Тому максимальні розміри цієї акули на тепер невідомі. Голова подовжена. Морда вузька, відносно коротка, загострена. Очі дуже маленькі, становлять 1,7% довжини усього тіла, з мигательною перетинкою, горизонтальної форми. За ними розташовані невеличкі бризкальця. Ніздрі вузькі, ширина у 1,3 рази менше за відстань між ніздрями. Має носові клапани. У неї 5 пар невеликих зябрових щілин, які дорівнюють довжині ока. Тулуб стрункий. Має 2 маленьких спинних плавця. Задній спинний плавець у 2 рази більше за передній. Анальний плавець довгий, проте не високий. Хвостовий плавець довгий.
Забарвлення надзвичайна блідо-червоне. Звідси походить інша назва цієї акули.

## Спосіб життя
Тримається на глибинах 600–700 м. Доволі повільна та малорухлива акула. Полює на здобич біля дна, є бентофагом. Живиться глибоководними креветками, кальмарами, невеличкою рибою.
Це яйцекладна акула. Стосовно парування та розмноження доволі замало відомостей.
Не є об'єктом промислового вилову.

## Розповсюдження
Мешкає у Макасарській протоці між островами Калімантан й Сулавесі. Звідси походить назва цієї акули.